# Wyświetlacz czternastosegmentowy
Wyświetlacz czternastosegmentowy (ang. Fourteen-Segment Display, FSD) lub wskaźnik czternastosegmentowy – jest rodzajem wyświetlacza na podstawie 14 segmentów, które mogą być włączane lub wyłączane w celu wyświetlania liter i cyfr. Jest to rozwinięcie bardziej popularnego wyświetlacza siedmiosegmentowego, posiadający dodatkowego cztery segmenty ukośne i dwa pionowe, ze środkowym segmentem poziomym podzielonym na pół. Siedmiosegmentowy wyświetlacz wystarcza dla cyfr i niektórych liter, ale jednoznaczne przedstawienie podstawowego alfabetu łacińskiego ISO wymaga więcej szczegółów. Niewielką różnicą jest wyświetlacz szesnastosegmentowy, który zapewnia dodatkową czytelność w wyświetlaniu liter lub innych symboli.
Kropka dziesiętna lub przecinek może występować jako dodatkowy segment lub para segmentów; przecinek (używany do grupowania trzycyfrowego lub jako separator dziesiętny w wielu regionach) jest zwykle tworzony przez dołączenie przecinka dziesiętnego z blisko dołączonym segmentem.
Elektroniczne wyświetlacze alfanumeryczne mogą wykorzystywać diody LED, wyświetlacze LCD lub wyświetlacze fluorescencyjne. Wariant LED jest zwykle produkowany w pakietach jedno lub dwuznakowych, co pozwala projektantowi systemu na wybór liczby znaków odpowiadającej aplikacji.

## Wyświetlanie znaków
Poprzez oświetlenie różnych elementów można pokazać znak. Każdy element możemy przedstawić jak bit.
W 14-segmentowych wyświetlaczach, nie ma opcjonalnego piętnastego segmentu który jest punktem dziesiętnym (określany jako DP), który jest najczęściej używany do wyświetlania liczb zmiennoprzecinkowych. 

### Dziesiętne

Cyfry arabskie na 14-segmentowym wyświetlaczu

| Cyfra            | 0     | 1     | 2    | 3    | 4    | 5    | 6    | 7      | 8    | 9    |
| ---------------- | ----- | ----- | ---- | ---- | ---- | ---- | ---- | ------ | ---- | ---- |
| Kod szesnastkowy | 0xC3F | 0X406 | 0XDB | 0X8F | 0XE6 | 0XED | 0XFD | 0X1401 | 0XFF | 0XE7 |

### Alfabet łaciński

Litery alfabetu łacińskiego na 14-segmentowym wyświetlaczu

14-segmentowy wyświetlacz jest najczęściej używany do wyświetlania tekstu, ponieważ 14 segmentów pozwala na wyświetlenie wszystkich liter alfabetu łacińskiego zarówno w małych i dużych liter (z kilkoma wyjątkami takimi jak "s"). 
| Litera           | A    | B      | C    | D      | E    | F    | G    | H    | I      | J    | K      | L    | M     |
| ---------------- | ---- | ------ | ---- | ------ | ---- | ---- | ---- | ---- | ------ | ---- | ------ | ---- | ----- |
| Kod szesnastkowy | 0xF7 | 0x128F | 0x39 | 0x120F | 0xF9 | 0xF1 | 0xBD | 0xF6 | 0x1209 | 0x1E | 0x2470 | 0x38 | 0x536 |

| Litera           | N      | O    | P    | Q      | R      | S     | T      | U    | V     | W      | X      | Y      | Z     |
| ---------------- | ------ | ---- | ---- | ------ | ------ | ----- | ------ | ---- | ----- | ------ | ------ | ------ | ----- |
| Kod szesnastkowy | 0x2136 | 0x3F | 0xF3 | 0x203F | 0x20F3 | 0x18D | 0x1201 | 0x3E | 0xC30 | 0x2836 | 0x2D00 | 0x1500 | 0xC09 |

## Zastosowanie
Wielosegmentowe urządzenia wyświetlające wykorzystują mniej elementów niż pełne wyświetlacze z matrycą punktową i mogą dawać lepszy wygląd znaków, gdy segmenty są odpowiednio ukształtowane. Może to zmniejszyć liczbę komponentów i zużycie energii.
Czternastosegmentowe wyświetlacze gazowo-plazmowe były używane w automatach do gry w pinball w latach 1986-1991 z dodatkowym przecinkiem i kropką, tworząc łącznie 16 segmentów.
Czternasto- i szesnastosegmentowe wyświetlacze były również używane do tworzenia znaków alfanumerycznych w kalkulatorach i innych systemach wbudowanych. Dzisiejsze zastosowania obejmują wyświetlacze montowane w telefonicznych urządzeniach identyfikacji dzwoniącego, sprzęcie gimnastycznym, magnetowidach, radioodtwarzaczach samochodowych, kuchenkach mikrofalowych, automatach do gier i odtwarzaczach DVD.

## Zobacz również
- Wyświetlacz siedmiosegmentowy
- Wyświetlacz dziewięciosegmentowy
- Wyświetlacz szesnastosegmentowy
- Matryca LED
- Lampa cyfrowa
- Wyświetlacz fluorescencyjny